# Ranger-program

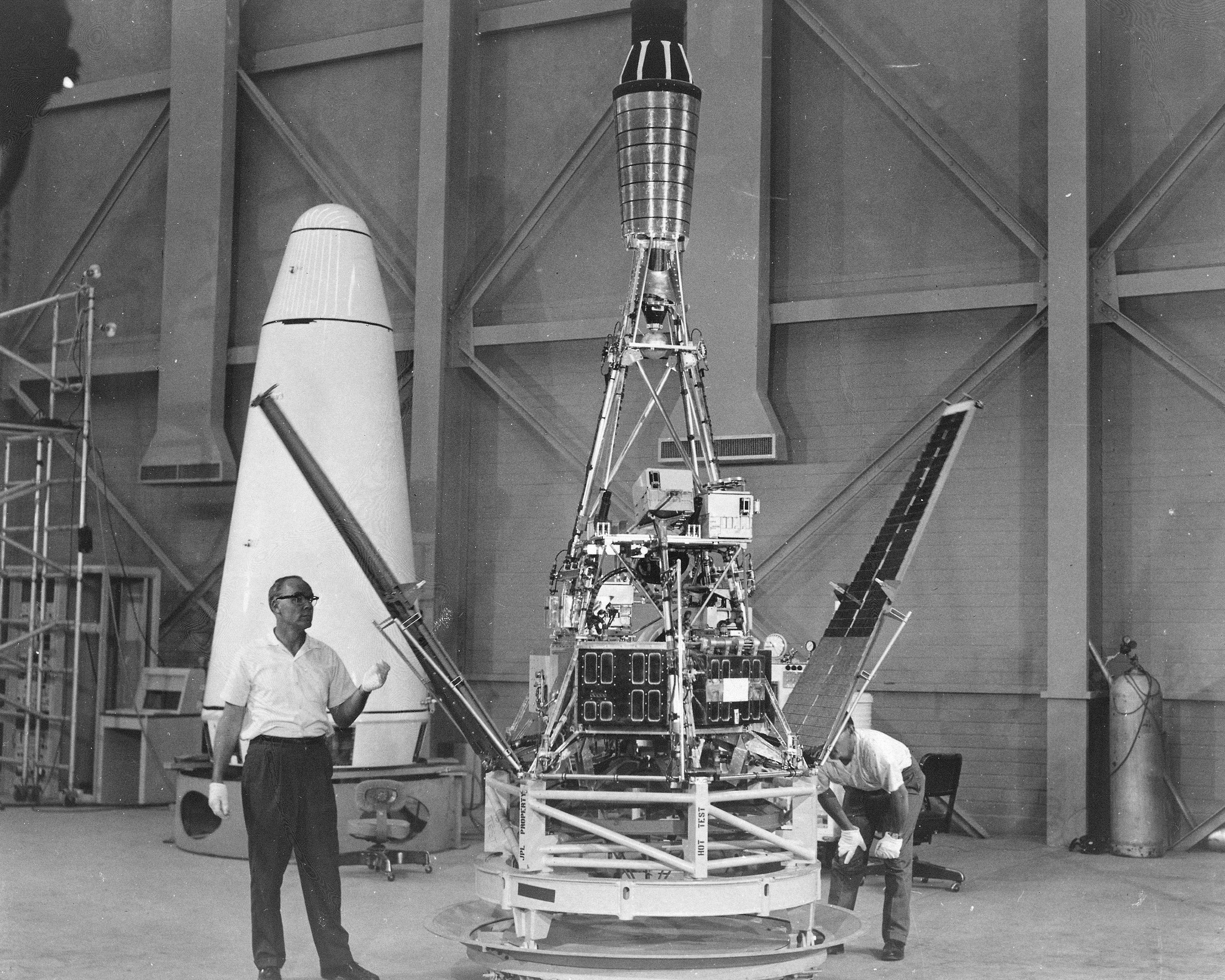
Az első Ranger űrszonda a start előtt

A Ranger amerikai tudományos űrszonda,  holdkutató műhold, amit a Ranger-program keretében indítottak.

## Program
Amerikai űrszondák, melyeket a Jet Propulsion Laboratoryban (JPL) fejlesztettek ki. A NASA a Hold látható oldalának módszeres kutatását kezdte meg, amely a Surveyor-programmal, majd a Lunar Orbiter-programmal folytatódott és az Apollo-programban, a Holdra szállással csúcsosodott ki.
Az eredeti tervek szerint a szondák fékezett leszállást kíséreltek volna meg, miközben egy szeizmométert tartalmazó tartályt ejtettek volna a Hold felszínére. A kezdeti balsikerek miatt módosították a programot. A szondák fékezés nélkül a Holdra zuhantak úgy, hogy közben a televíziós kamerák az utolsó pillanatig fényképeztek.
1961 és 1965 között nyolc Ranger szondát indítottak:
- a Ranger–1 és Ranger–2 egyik célja a Hold megközelítését biztosító technikai eszközök űrbéli viselkedésének, és a követő állomások vételi képességének ellenőrzése.
- a Ranger–3, Ranger–4 és Ranger–5 módosított program alapján fékezett manőver végrehajtása mellett egy szeizmométertartályt kellett a felszínre juttatni.
- a Ranger–6, Ranger–7, Ranger–8 és Ranger–9 programváltoztatása alapján közvetlen becsapódással vizsgálta a Hold felszínét. Az utolsó három szonda szolgálata tekinthető sikeresnek. Mindegyik szonda 6-8000 felvételt továbbított a becsapódás előtti pillanatokig.

Az űreszközök legfőbb feladata volt, hogy a felszerelt hat nagyfelbontású televíziós kamerával felvételeket készítsen a Hold Föld felől látható felszínéről. A felvételeknek 1 287 000 kilométer távolságban kellett indulniuk és becsapódásuk utolsó pillanatáig szolgáltatni értékelhető képeket. Egy-egy űrszondától 1600 fényképre számítottak. Rangerek fedezték fel a mikrokrátereket, az apró felszíni egyenetlenségeket, porréteget és a sugárrendszerek szerkezetét. Mozgásuk analizálásából a Hold tömegét határozták meg pontosabban.
A kutatási program teljes költsége 170 millió dollár volt.

## A program űrszondái
(zárójelben az indítás dátuma)
- Ranger–1 (1961. augusztus 23.);
- Ranger–2 (1961. november 18.);
- Ranger–3 (1962. január 26.);
- Ranger–4 (1962. április 23.);
- Ranger–5 (1962. október 18.);
- Ranger–6 (1964. január 30.);
- Ranger–7 (1964. július 28.);
- Ranger–8 (1965. február 17.);
- Ranger–9 (1965. március 21.);

## Külső hivatkozások
- Ranger–program. lib.cas.cz. (Hozzáférés: 2013. január 4.)